# ルカ・コレオショ
ルカ・コレオショ（Luca Koleosho, 2004年9月15日 - ）は、アメリカ合衆国・コネチカット州ノーウォーク出身のプロサッカー選手。バーンリーFC所属。ポジションはフォワード。
2023年11月に国際スポーツ研究センターが発表した「世界の優れた若手ドリブラー」では3位にランクされた。

## 経歴

### キャリア初期
地元のクラブで7歳からサッカーを始めた。その後、マンハッタンのクラブに移り、11歳までプレイした。2度のスペイン遠征を経て、両親はスペインで更なる成長を手助けすることを決断。2016年にレウス・デポルティウの下部組織に入団し、2020年にはエスパニョールに移った。エスパニョールの下部組織で昇格を続け、2021年6月2日、クラブと初のプロ契約を交わした。2022年にはコパ・デル・レイ・フベニールで決勝進出に貢献したが、レアル・マドリードに敗れて準優勝となった。

### クラブ
2021-22シーズン、セグンダ・フェデラシオンのエスパニョールBでシニアチームデビュー。2022年5月22日、リーグ最終節のグラナダ戦で試合終了間際に途中出場し、トップチームデビュー。
2023年6月4日、リーグ最終節のアルメリア戦でトップチーム初ゴールを記録した。
7月25日、4年契約でイングランド・プレミアリーグのバーンリーに移籍。移籍金は260万ポンド（プラス出来高）と報じられている。12月2日、リーグ第14節のシェフィールド・ユナイテッド戦でプレミアリーグ初ゴールを記録した。

### 代表
ナイジェリア人の父親とイタリア系カナダ人の母親のもと、アメリカ合衆国で生まれ育ったため、アメリカ、イタリア、ナイジェリア、カナダの代表資格を有する。

#### アメリカ合衆国
2019年8月、U-15アメリカ代表として4試合に出場した。
2022年4月、カリフォルニア州カーソンで行われたU-20アメリカ代表の強化合宿に召集された。2022年6月にカナダ代表から召集を受けた後、アメリカ代表への道を閉ざしたわけではないと明らかにした。

#### カナダ
2022年、6月に行われる親善試合とCONCACAFネーションズリーグに臨むカナダ代表に召集された。しかしイランとの親善試合がキャンセルされ、代わりに組まれたパナマ戦もキャンセルとなった後、コレオショは代表チームから離脱した。9月、カタールおよびウルグアイとの親善試合を控えたカナダ代表に再び召集された。2023年5月、CONCACAFネーションズリーグ決勝トーナメントに臨むカナダ代表の予備登録メンバーに名を連ねた。

#### イタリア
2023年3月、U-19イタリア代表候補に初召集され、UEFA U-19欧州選手権予選・エリートラウンドに向けた強化合宿に参加。合宿の後、20名の最終メンバーにも選出された。3月25日、スロベニアとの親善試合でイタリアの世代別代表初出場。7月にはマルタで開催されたUEFA U-19欧州選手権本大会にも出場し、優勝メンバーの一員となった。

## 個人成績
| 国内大会個人成績 | 国内大会個人成績 | 国内大会個人成績 | 国内大会個人成績   | 国内大会個人成績 | 国内大会個人成績 | 国内大会個人成績 | 国内大会個人成績 | 国内大会個人成績 | 国内大会個人成績 | 国内大会個人成績 | 国内大会個人成績 |
| 年度             | クラブ           | 背番号           | リーグ             | リーグ戦         | リーグ戦         | リーグ杯         | リーグ杯         | オープン杯       | オープン杯       | 期間通算         | 期間通算         |
| 年度             | クラブ           | 背番号           | リーグ             | 出場             | 得点             | 出場             | 得点             | 出場             | 得点             | 出場             | 得点             |
| スペイン         | スペイン         | スペイン         | スペイン           | リーグ戦         | リーグ戦         | 国王杯           | 国王杯           | オープン杯       | オープン杯       | 期間通算         | 期間通算         |
| ---------------- | ---------------- | ---------------- | ------------------ | ---------------- | ---------------- | ---------------- | ---------------- | ---------------- | ---------------- | ---------------- | ---------------- |
| 2021-22          | エスパニョール   | 41               | ラ・リーガ         | 1                | 0                | 0                | 0                | -                | -                | 1                | 0                |
| 2022-23          | エスパニョール   | 30               | ラ・リーガ         | 4                | 1                | 1                | 0                | -                | -                | 5                | 1                |
| イングランド     | イングランド     | イングランド     | イングランド       | リーグ戦         | リーグ戦         | FLカップ         | FLカップ         | FAカップ         | FAカップ         | 期間通算         | 期間通算         |
| 2023-24          | バーンリー       | 30               | プレミアリーグ     | 15               | 1                | 0                | 0                | 0                | 0                | 15               | 1                |
| 2024-25          | バーンリー       | 30               | チャンピオンシップ | 28               | 2                | 0                | 0                | 2                | 0                | 30               | 2                |
| 通算             | スペイン         | スペイン         | ラ・リーガ         | 5                | 1                | 1                | 0                | -                | -                | 6                | 1                |
| 通算             | イングランド     | イングランド     | プレミアリーグ     | 15               | 1                | 0                | 0                | 0                | 0                | 15               | 1                |
| 通算             | イングランド     | イングランド     | チャンピオンシップ | 28               | 2                | 0                | 0                | 2                | 0                | 30               | 2                |
| 総通算           | 総通算           | 総通算           | 総通算             | 48               | 4                | 1                | 0                | 2                | 0                | 51               | 4                |

## タイトル

### 代表
U-19イタリア代表
- UEFA U-19欧州選手権（2023年）[28][29]